# Xiphochaeta macronychia
Xiphochaeta macronychia är en tvåvingeart som beskrevs av Louis-Paul Mesnil 1968. Xiphochaeta macronychia ingår i släktet Xiphochaeta och familjen parasitflugor.
Artens utbredningsområde är Madagaskar. Inga underarter finns listade i Catalogue of Life.